# Mary Dreier
Mary Elizabeth Dreier, née le 26 septembre 1875 à Brooklyn dans l'État de New York et morte le 15 août 1963 à Bar Harbour dans le Maine est une syndicaliste, présidente de la section new-yorkaise de la Women's Trade Union League (1906-1914), membre du bureau exécutif puis présidente de la section new-yorkaise du Woman Suffrage Party (en) (1916), membre du Conseil national de la défense (États-Unis) (en) (1918-1919), réformatrice sociale, suffragiste américaine et militante antinucléaire dans les années 1950 .

## Biographie

### Jeunesse et formation

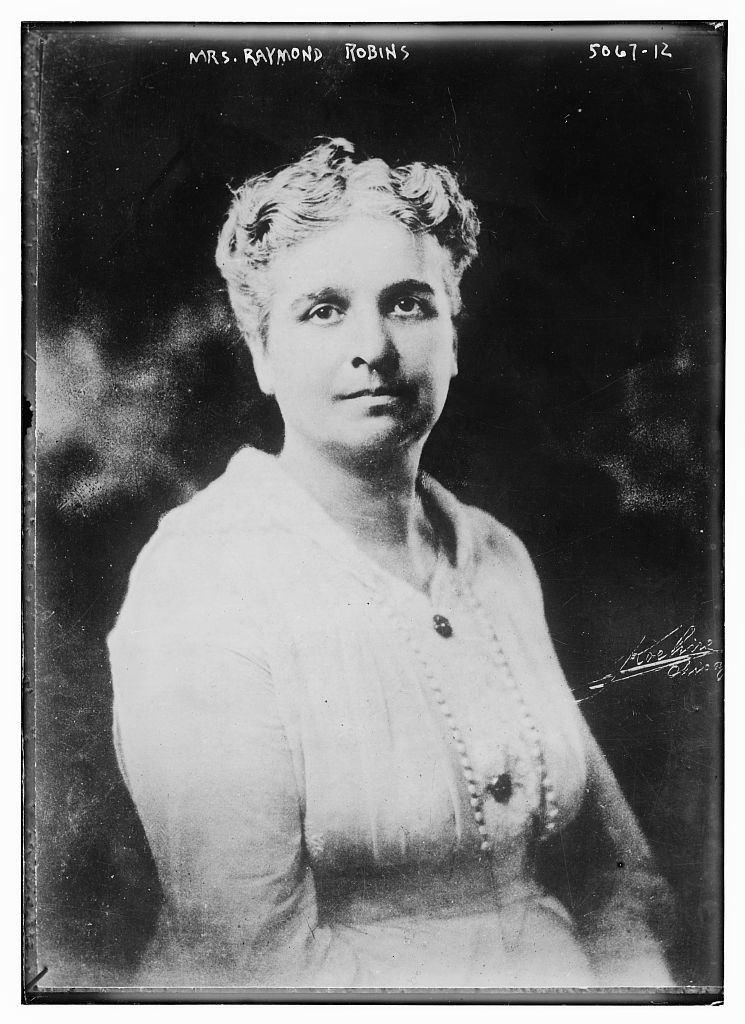
Margaret Dreier Robins en 1919.

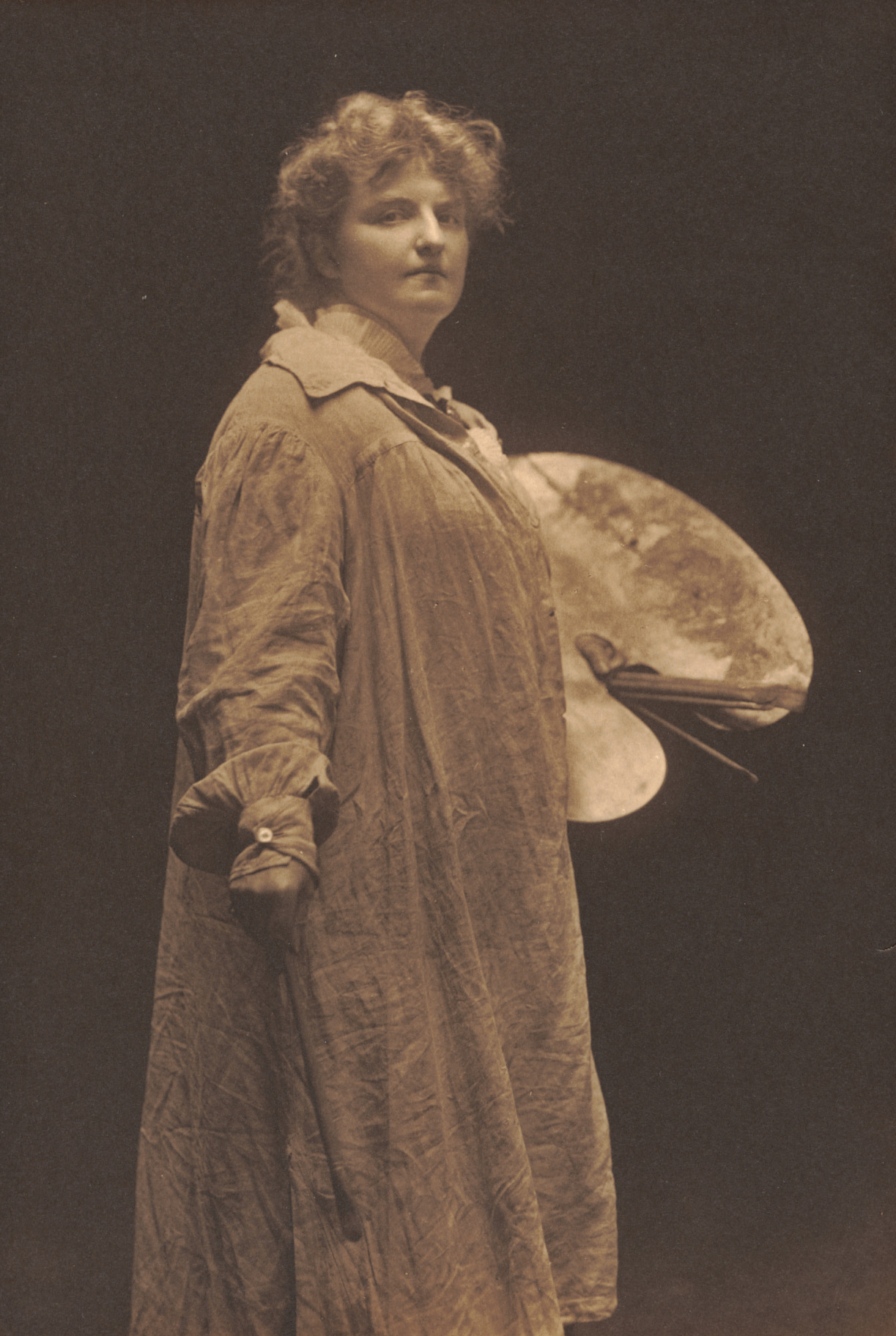
Katherine Sophie Dreier.

Mary Elizabeth Dreier est la quatrième des cinq enfants de Theodor Dreier et de Dorothea Adelheid Dreier et la troisième de leurs quatre filles. Parmi ses  sœurs, trois d'entre elles passeront à la postérité, Katherine Dreier une artiste peintre proche du mouvement Dada, Dorothea A. Dreier (en), une peintre post-impressionniste et Margaret Dreier Robins, elle aussi, une syndicaliste. Son père, Theodor Dreier est un américain d'ascendance allemande, originaire de la ville hanséatique de Brême venu s'installer aux États-unis en 1849 où il trouve un emploi auprès de la succursale new-yorkaise de la société britannique de métallurgie, la Naylor Benson and Co. En 1864, il retourne à Brême pour épouser Dorothea Adelheid Dreier, une fille d'un pasteur de campagne. Une fois mariés ils retournent aux États-Unis pour s'installer dans le quartier new-yorkais Brooklyn Heights. L'un comme l'autre sont des membres de l'Église évangélique en Allemagne et sont des militants du mouvement de l'Évangile social. Theodor et Dorothea Dreier élèvent leurs enfants non seulement dans un climat de chaleur affective mais aussi dans la confiance en eux-mêmes et de leurs capacités à développer leurs compétences,,,,.

### Carrière

#### La Women's Trade Union League

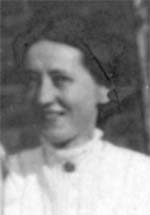
Leonora O'Reilly.

En 1895, après avoir fini ses études, Mary Dreier s'interroge sur la manière d'occuper un emploi qui lui convienne. Vers l'année 1899 elle se rend auprès d'une Settlement House, l'Asacog House, de Brooklyn dirigée par Leonora O'Reilly, une ouvrière de l'industrie textile. Leonora O'Reilly fait connaître à Mary Dreier les problèmes sociaux que rencontrent plus spécifiquement les ouvrières. Elle persuade Mary Dreier et sa sœur Margaret Dreier Robins d'adhérer à la Women's Trade Union League (WTUL) ; une organisation fondée en 1903 par un regroupement de femmes venant de différentes classes sociales, des ouvrières jusqu'à des réformatrices sociales appartenant aussi bien à classe moyenne qu'à la classe dominante. La WTUL s'est donnée pour mission de sensibiliser le grand public aux problèmes sociaux que rencontrent les ouvrières,.
Mary Dreier est élue présidente de la section new-yorkaise de la WTUL en 1906, charge qu'elle occupe jusqu'en 1914. C'est par sa présidence de la WTUL que Mary Dreier trouve sa voie,,.

#### La Grande Guerre des nations
Durant la Grande Guerre des nations, Mary Dreier est membre du Conseil national de la défense (États-Unis) (en) et préside la Commission new-yorkaise des femmes dans l'industrie,.

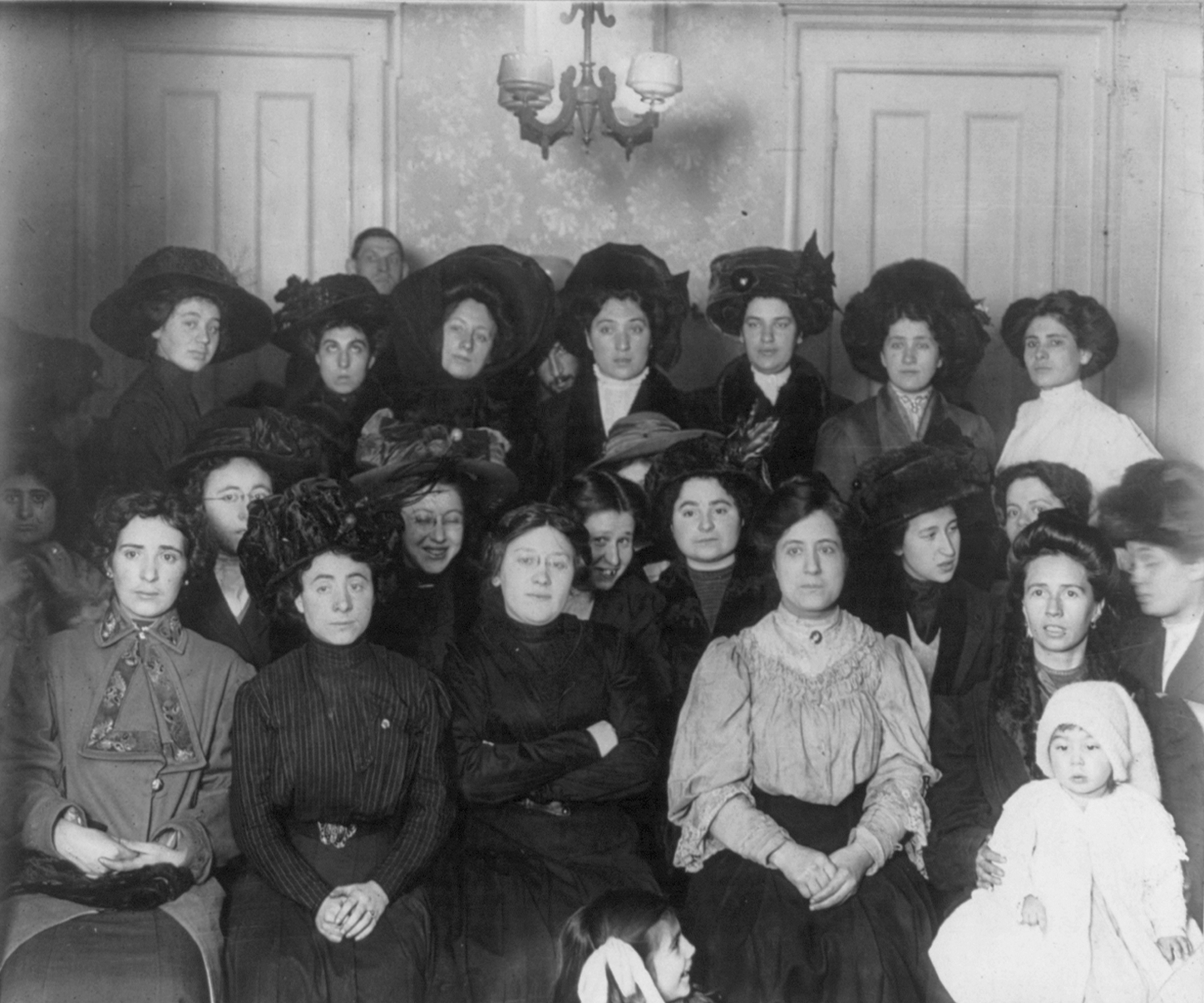
Groupe des 20 000

#### Le soulèvement dit des 20 000
En 1909, Mary Dreier est arrêtée lors de la manifestation dite du Soulèvement des 20 000 lors de la grève des ouvrières du textile de 1909 soutenue par la WTUL de New York. Après sa libération, elle décrit les brutalités policières et mobilise l'opinion publique en faveur des grévistes. Elle est la seule figure issue de la classe moyenne à obtenir la confiance des ouvrières en grève.
La syndicaliste Pauline Newman (syndicaliste) écrit au sujet de Mary Dreier « elle ne s'est jamais affiliée à un syndicat ouvrier, mais il n'y a personne de plus dévouée à la cause du syndicalisme que Mary Dreier »,.

#### L'incendie de l'usine Triangle Shirtwaist

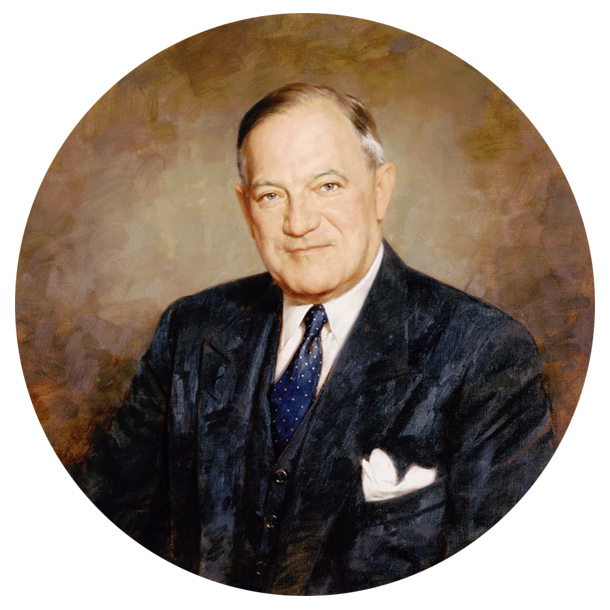
Robert F. Wagner.

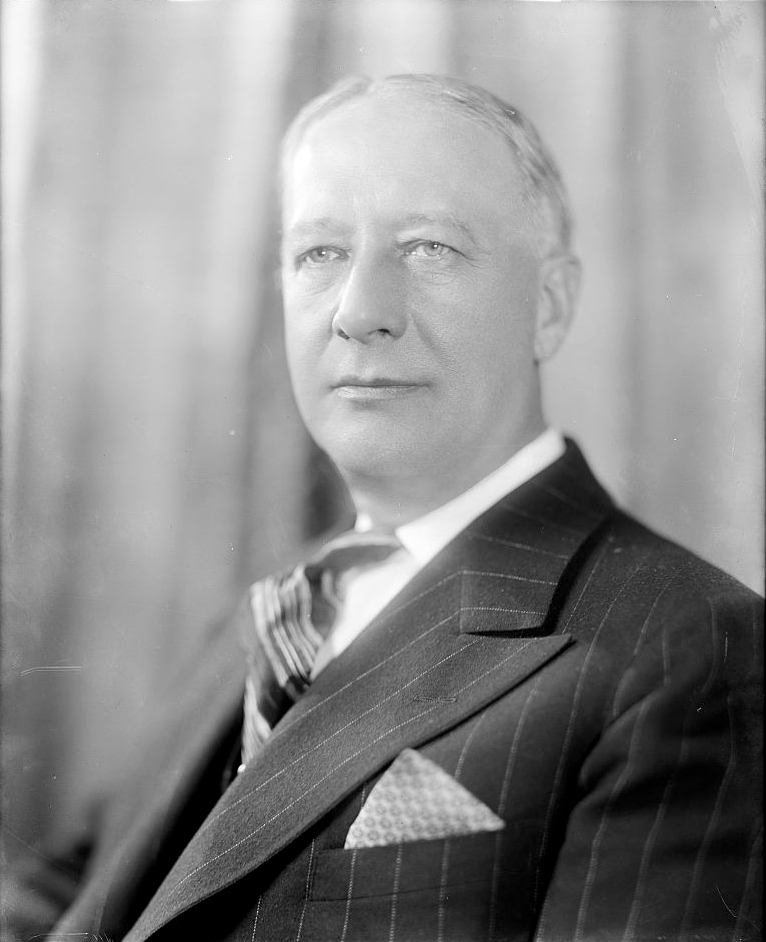
Alfred Smith.

À la suite de l'incendie de l'usine Triangle Shirtwaist du 25 mars 1911 qui a causé la mort de 146 ouvriers, principalement des femmes et des enfants, Mary Dreier avec l'appui de la WTUL, de 1911 à 1914, devient l'une des neuf membres de la commission d'enquête sur les causes de l'incendie présidée par Robert F. Wagner, sénateur de l'État de New York et co-présidée par Al Smith, membre de l'Assemblée de l'État de New York et en est la seule femme. Cette commission qui prescrira des lois de prévention des incendies, de dispositifs de lutte contre les incendies, d'indemnisation des victimes blessées par les incendies et autres mesures d'hygiène et sécurité qui révolutionnent le droit du travail  de l'État de New York. Son implication est telle qu'Al Smith déclare à son sujet « Mary Dreier est l'âme de cette commission »,,.

#### Le droit de vote des femmes
Après avoir accompli son travail au sein de la commission d'enquête sur les causes de l'incendie de l'usine Triangle Shirtwaist, Mary Dreier s'implique dans le droit de vote des femmes. En 1912, elle participe à la Convention nationale progressiste de 1912 (États-Unis) (en) du Parti républicain, qui dans sa plateforme politique propose le droit de vote des femmes,.

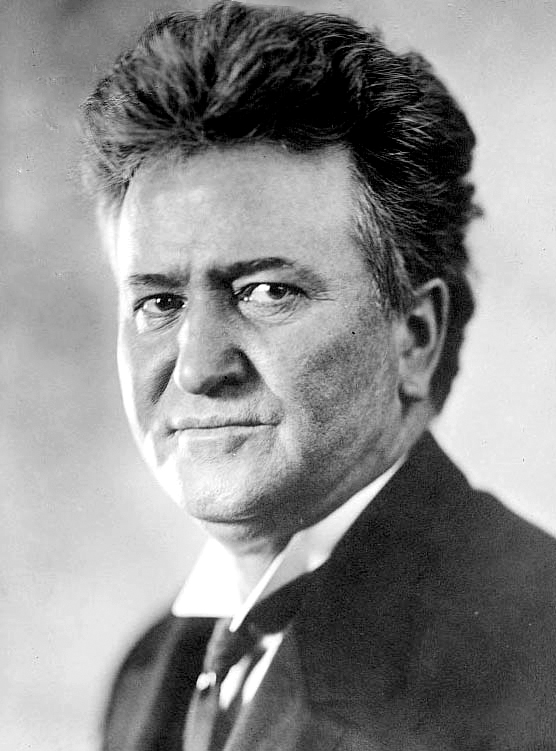
Robert M. La Folette.

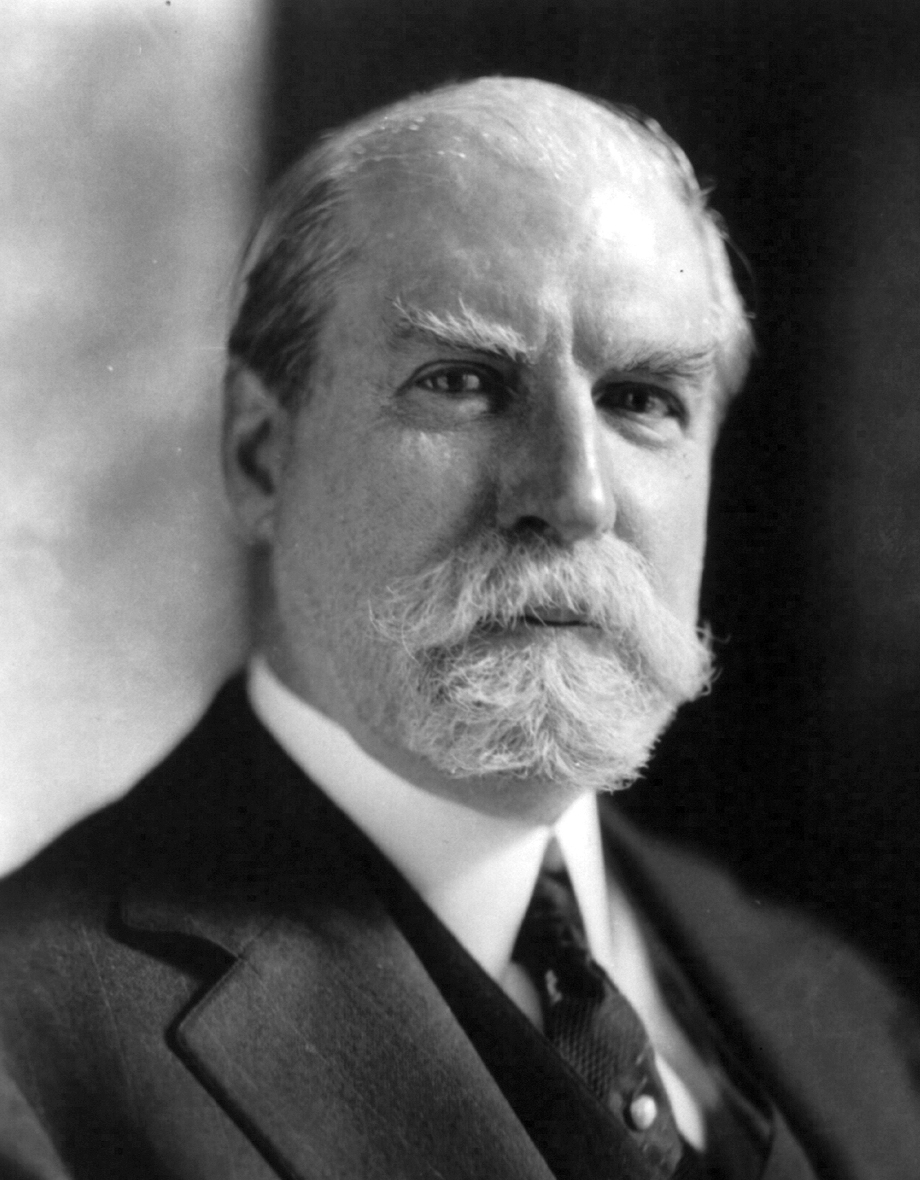
Charles Evans Hughes.

En 1916, Mary Dreier préside la branche new-yorkaise du Woman Suffrage Party (en) (WSP) et s'implique plus spécialement la section des ouvrières. Elle se métamorphose passant d'ardente défenseure des femmes en féroce, intransigeante soutien des femmes. La même année, s'engage pour la candidature de Charles Evans Hughes, du Parti républicain à l'élection présidentielle américaine de 1916 partisan du droit de vote des femmes, puis en 1924 elle soutient Robert M. La Follette, candidat républicain à l'élection présidentielle de 1924, connu pour ses positions en faveur de l'égalité des droits civiques entre les hommes et les femmes,,,.

#### Le soutien du président Franklin Delano Roosevelt
Quand Eleanor Roosevelt rejoint les rangs de la WTUL en 1921, Mary Dreier devient son amie et une familière de la famille Roosevelt. Elle devient une fervente soutien du président  Franklin Delano Roosevelt et de sa politique, le New Deal. En 1948, elle soutient Henry Wallace, l'ancien vice-président de Franklin Delano Roosevelt, quand il pose sa candidature à l'élection présidentielle américaine de 1948,.

#### La pacifiste
Après l'armistice du 11 novembre 1918, Mary Dreier se fait connaître par ses positions pacifistes, ainsi elle est une avocate de l’amitié entre les États-Unis et l'Union soviétique, et demande la mise hors la loi des mouvements bellicistes durant les années 1930 et s'implique dans la mobilisation de l'opinion publique contre le nazisme. Quand commence la guerre froide, période de tension entre l'Urss et les États-Unis, elle s'engage dans diverses organisations proposant la coopération entre les nations et la limitation des armes nucléaires, dans les années 1950, ses positions attirent l'attention de la sous commission sénatoriale présidée par Joseph McCarthy, déclenchant ainsi des enquêtes diligentées par le Federal Bureau of Investigation (FBI) pour vérifier si elle ne menait pas des actions subversives,,.

#### La littéraire
Tout au long de sa vie  Mary Dreier a toujours pris du plaisir à l'écriture et à la lecture, notamment des poèmes pour les fêtes de la WTUL. Au début de l'année 1914, elle commence à écrire un roman qu'elle n'a jamais pu achever, En 1950, elle publie un livre consacré à la vie de sa sœur Margaret Dreier Robins titré Margaret Dreier Robins, her life, letters and work,,.

### Vie privée

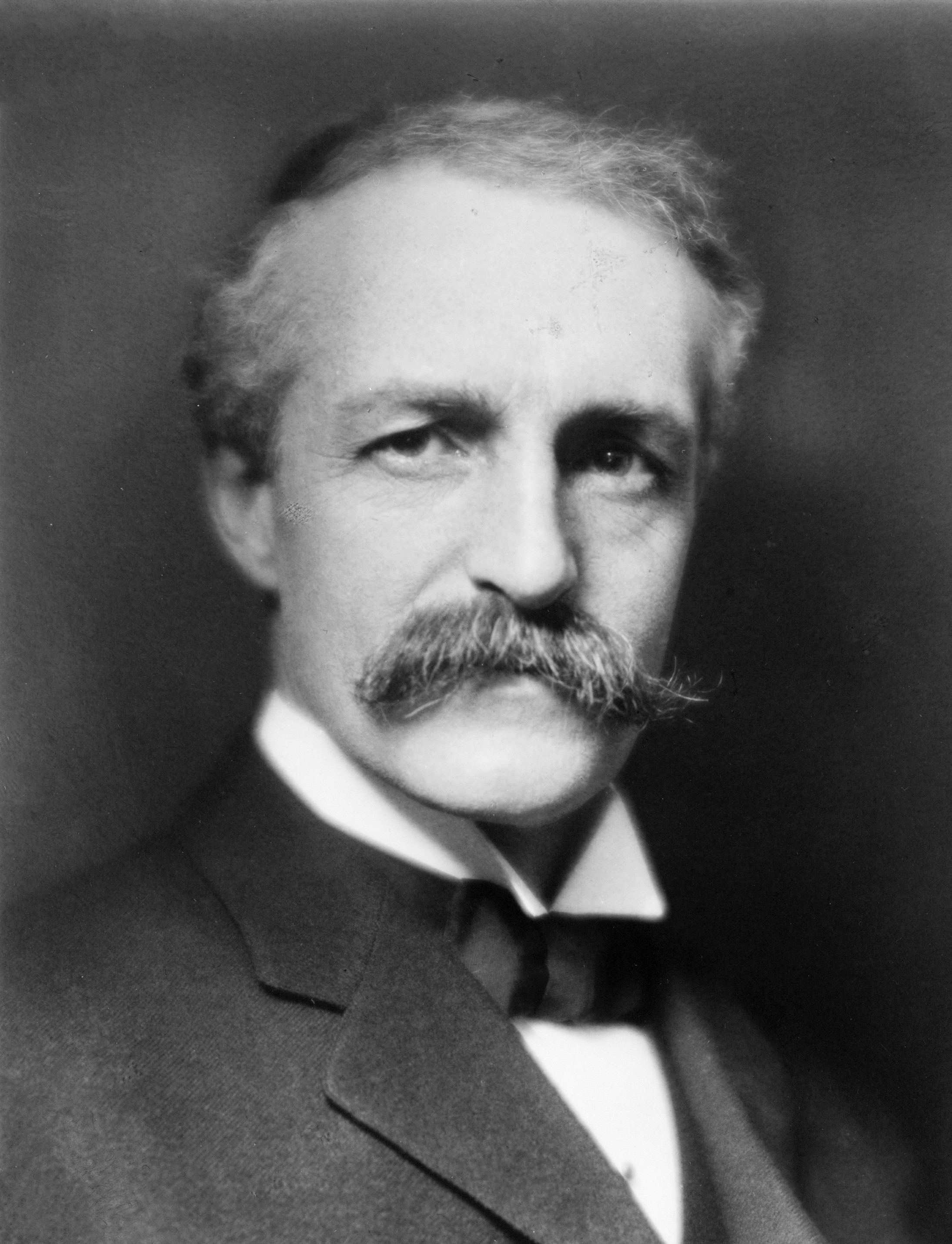
Gifford Pinchot.

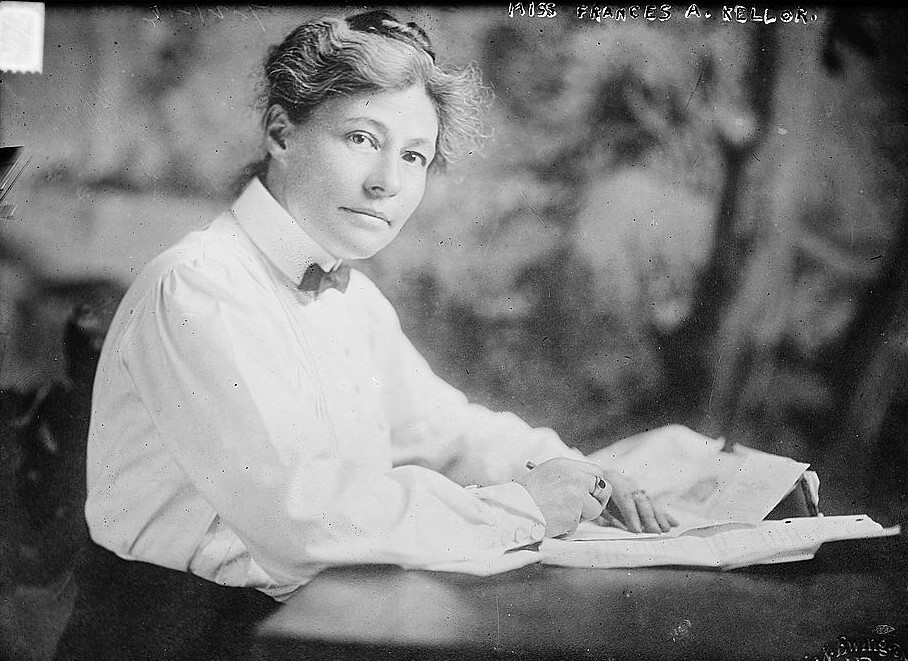
France Kellor.

Mary Dreier a eu plusieurs soupirants, le plus connu étant Gifford Pinchot. Il est plus que probable qu'elle soit lesbienne, en effet, à partir de 1905, Mary Dreier devient la compagne de Frances Kellor, union qui prendra fin avec la mort de Frances Kellor en 1952,.
Pendant longtemps Mary Dreier est luthérienne, puis en 1943, elle se convertit au Presbytérianisme, branche calviniste du protestantisme, et se rallie au National Council of Churches, dont elle suit la politique. Sa ferveur chrétienne nourrit sa vie intérieure, sol de son activité, de ses engagements,,.
Mary Dreier est également membre de la Young Women's Christian Association où elle siège à son  conseil national et à son département industriel,,.
Après la mort de ses parents en 1899, Mary Dreier hérite d'une somme d'un montant de 600 000 $ qu'elle utilise pour financer divers acteurs syndicaux, politiques, réformistes, comme par exemple faire don  d'une rente annuelle en faveur de Leonora O'Reilly,.
Mary Dreier, décède le 15 août 1963 des suites d'une embolie pulmonaire dans sa résidence de Bar Harbor, bourgade à proximité de Southwest Harbor dans le Maine.

## Œuvre
- Margaret Dreier Robins : her life, letters and work, New York, Island Press Cooperative, Inc, 1er janvier 1950, 324 p. (lire en ligne),